# 6336 Dodo
6336 Dodo este o planetă minoră (asteroid), cu un diametru de 8,704 km, din centura de asteroizi. A fost descoperită pe 21 octombrie 1992 la Kiyosato⁠(d) de Satoru Ōtomo și a fost numită după Pasărea Dodo. 
Obiectul prezintă o orbită caracterizată de o semiaxă mare de 2,474106 UAi, o excentricitate de 0,1, o înclinație de 9,49923 ° în raport cu ecliptica.